# Kærlighedens ABC
Kærlighedens ABC er en tysk stumfilm fra 1916 af Magnus Stifter.

## Medvirkende
- Asta Nielsen som Lis
- Ludwig Trautmann som Philip von Dobbern
- Magnus Stifter som von Kiesel